# Ingeniero White
Ingeniero White es una localidad y puerto de la provincia de Buenos Aires, Argentina. Se encuentra ubicada en el partido de Bahía Blanca, a 10 kilómetros de la ciudad de Bahía Blanca, con la que se encuentra conurbada en el denominado Gran Bahía Blanca. El puerto de la localidad es uno de los principales puertos de ultramar de la Argentina, y el movimiento económico alrededor de él fue el factor más importante en el crecimiento de la ciudad de Bahía Blanca.
El complejo portuario abarca 25 kilómetros sobre la costa norte de la ría de Bahía Blanca. Posee un moderno balizamiento con 62 boyas luminosas alimentadas por energía solar. En el interior de la ría, está el Puerto de Ingeniero White con un calado de 13,6 metros. El Muelle Multipropósito de 270 metros de eslora recientemente inaugurado, los muelles de Puerto Galván y la Posta de Inflamables completan las instalaciones.
Este sistema portuario permite la salida directa al Océano Atlántico desde el único puerto de aguas profundas del país, con muelles para operar todo tipo de buques y mercaderías, y el primer puerto autónomo de la Argentina. Posee además un sistema de control de tráfico radarizado, único en América Latina.
El Puerto de Ingeniero White ha sido históricamente un puerto de cereales debido a su proximidad a las principales zonas agroexportadoras del país y también pesquero antes que la mayoría de las empresas se mudaran a Puerto Deseado. Hoy es además químico y petroquímico, y exporta principalmente materias primas. Una Reserva Natural de uso múltiple que comprende varias islas e islotes adyacentes, ubicada al N NO del canal principal, permite la investigación para el uso racional de los recursos naturales con el objeto de conservar el ecosistema.

## Historia

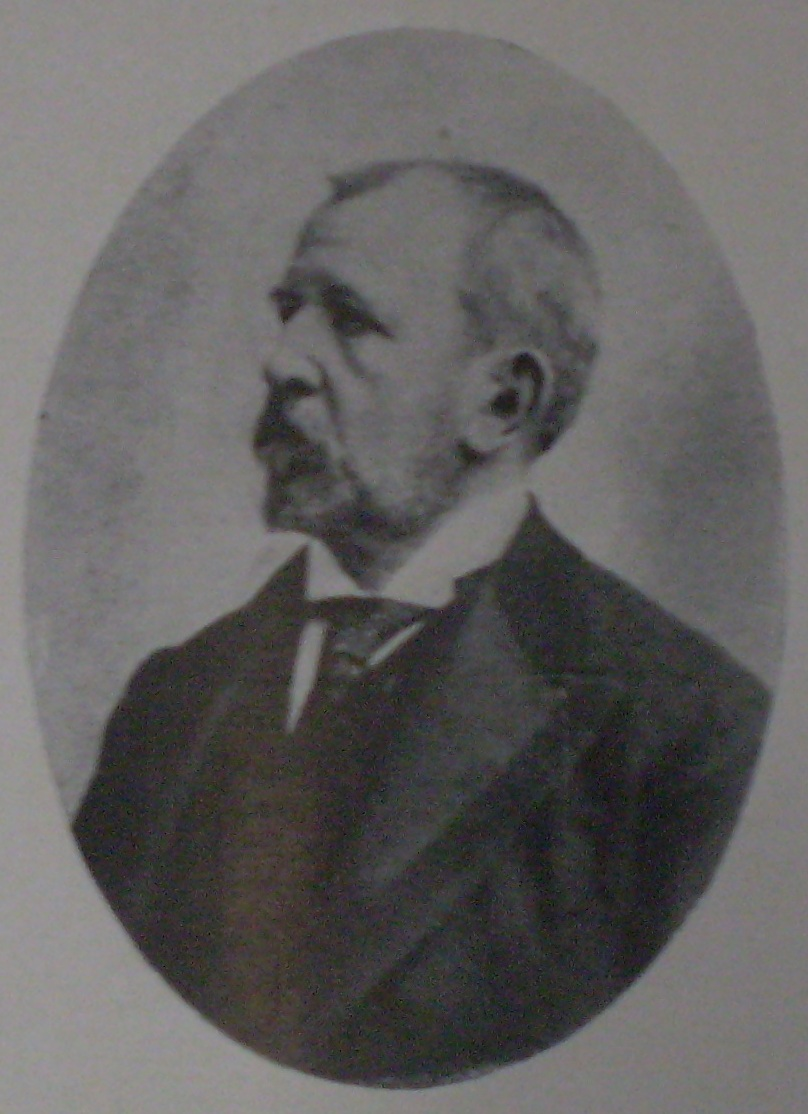
Ingeniero Guillermo White.

La exploración europea de la zona se remonta hacia los principios de la colonización europea de América a comienzos del siglo XVI. En aquellos tiempos, aventureros como Fernando de Magallanes exploraron el sur argentino. En 1520, en medio de su travesía hacia el sur por las costas patagónicas, Magallanes descubrió la bahía Blanca, a la cual la llamó Bahía de los Bajos Anegados, bahía a la que los pueblos originarios denominaban Blanca Vadia o Vadia Blanca. 
En 1823 el piloto Fernández Pareja reconoce el brazo de mar que lleva su nombre (Arroyo Pareja, Punta Alta). Tiempo después, en 1827, cuando el gobierno de la Provincia de Buenos Aires proyecta crear una ciudad y un puerto al sur de la provincia -iniciativa ya planteada en 1823 por Bernardino Rivadavia, ministro de gobierno de Martín Rodríguez-, decide llamarla Bahía Blanca, donde al año siguiente una expedición reconoce el área con ese nombre. En 1828 el coronel Ramón Estomba en su diario de viaje hace referencia a la región con el título "expedición a la bahía blanca...". En el acta de fundación se la designa como Fortaleza Protectora Argentina y al Puerto se lo denomina de la Esperanza (hoy Ingeniero White). El ministro de Guerra Balcarce en ese año propone llamarla Nueva Buenos Aires, pero la persistencia de sus pobladores en llamarla Bahía Blanca hizo cambiar esas denominaciones.
En 1883 la concesión del puerto le fue otorgada al Ferrocarril del Sud. Al momento de su inauguración, el 26 de septiembre del año 1885, se contaba con un pequeño muelle en curva que, por sus reducidas dimensiones, permitía atracar tres vapores de ultramar y otros tres de cabotaje. La exportación de cereales a partir de 1889 se incrementó, lo que llevó a considerar la construcción de un muelle de alto nivel y ampliar el muelle de acero. Dicha obra comenzó en el año 1902. 
Cobró una gran importancia sobre los principios del siglo XX, por la gran llegada de inmigrantes, europeos en su mayoría, que se instalaron, tanto en el puerto como en la ciudad de Bahía Blanca.
El pueblo se componía en sus comienzos, de viviendas precarias compuestas de chapa y madera. Muchas de ellas aún existentes, lo cual ha contribuido a dar una nota característica al paisaje urbano y hoy genera que sea un lugar característico.
Como un homenaje dispuesto por el general Julio Argentino Roca, presidente de la Nación, por decreto de 20 de junio de 1899, la localidad recibió el nombre del ingeniero Guillermo White. El presidente había anunciado con anterioridad tal designación en una de sus visitas a Bahía Blanca, y en presencia del propio White, siendo uno de los pocos homenajes que se han hecho en vida a personas ilustres.
En el año 1929 las Empresas Eléctricas de Bahía Blanca (EEBB) encargaron el proyecto de una planta termoeléctrica al Arquitecto J. Molinari, jefe de proyectos de la Compañía Ítalo Argentina de Electricidad, quien había realizado en la Capital Federal muchas subestaciones de transformación. El protagonismo de la Usina General San Martín en el desarrollo bahiense se difuminó a mediados de los años ochenta, cuando entró en funcionamiento la Central Termoeléctrica Luis Piedrabuena.

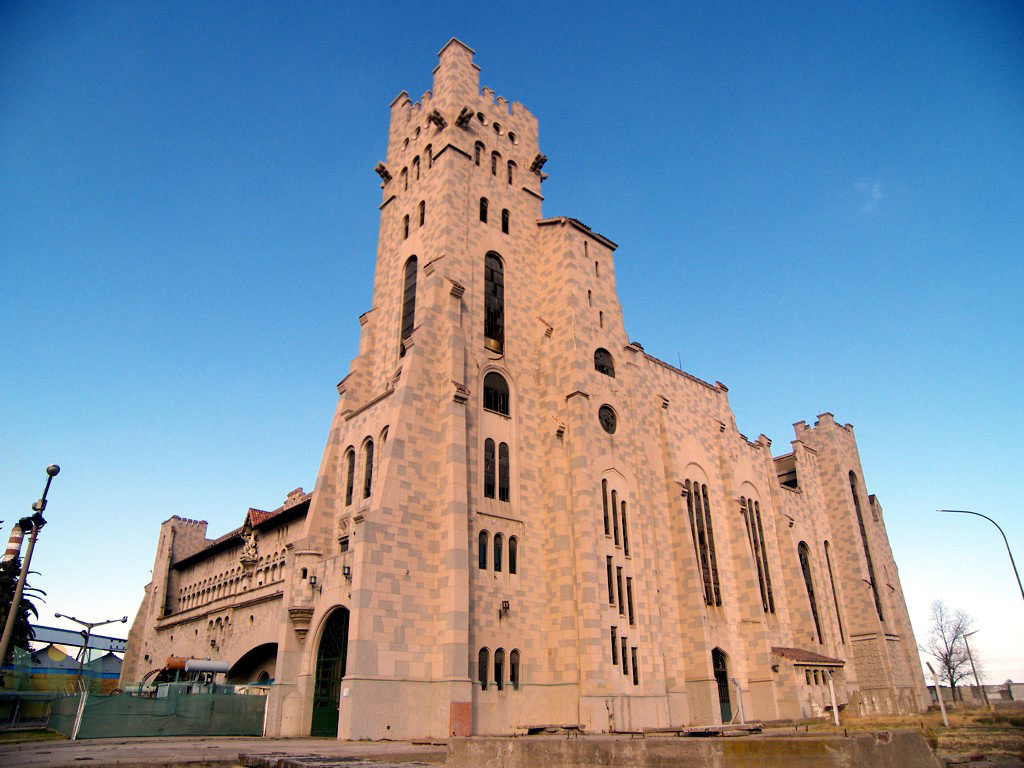
Antigua Usina General San Martín, hoy Museo El Castillo.

## Economía
El puerto de Ingeniero White, de aguas profundas, es uno de los principales puertos marítimos del país. La existencia del puerto promovió la radicación de industrias en la zona, conformando uno de los polos petroquímicos más importantes de la Argentina.

### Puerto de Ingeniero White
Dentro del Puerto de Ingeniero White podemos distinguir dos áreas netamente diferenciadas en función del tipo de mercadería con las que operan.
En primer término el área destinada a la carga de cereales y subproductos, constituida por las terminales especializadas que operaban a agosto de 2006 las firmas Platestiba S.A.C., Terminal Bahía Blanca S.A. y Cargill S.A.I.C., y hacia el oeste, el área destinada a la denominada mercadería general, dotada de amplias instalaciones de almacenaje y depósito. 
El sector destinado principalmente a mercaderías generales se desarrolló en un principio a partir del flujo de cargas enfriadas y congeladas, en especial frutas y pescado, razón por la cual se halla dotada de una gran capacidad frigorífica, con 82.000 m³ disponibles, llegando a temperaturas de -30 °C. Dichas instalaciones se ubican sobre los frentes de atraque de los sitios 17/20, lo cual permite un manejo de la carga eficiente y seguro.
El sector además de posibilitar el acceso de camiones hasta el pie de las embarcaciones, posee servicio ferroviario sobre el muelle propiamente dicho. Esto permite el movimiento de la mercadería en forma directa, desde ambos medios de transporte. Como complemento de esta actividad, cuenta con una gran playa pavimentada para el almacenaje de mercadería o estacionamiento de camiones ubicada en forma adyacente al sector de muelles, disponiendo de esta manera de cuatro grúas eléctricas de pórtico y tres grúas móviles sobre neumáticos para el manipuleo de la mercadería.
Todos los muelles, tanto del sector cerealero como de carga general, poseen servicio de agua potable a buques y de agua contra incendio, conectados con sistemas de presurización por bombeo y cisternas de depósito.
Además de los muelles destinados a la operación comercial, el puerto cuenta con los sitios 1, 2, 3, 4, 21 y la dársena de embarcaciones de pesca costera, asignados a las embarcaciones de servicio del puerto: guardacostas, amarradores, prácticos, dragado y remolcadores.

### Polo petroquímico
El Polo Petroquímico de Bahía Blanca, constituye una cadena productiva integrada. A partir de las actividades madre pueden identificarse varios eslabones productivos, que conforman una red horizontal (entre esas mismas actividades) y vertical (con otros sectores productivos).
Según estimaciones del 2001, Bahía Blanca es el mayor centro petroquímico de la provincia, con una participación de un 58% de la producción provincial, mientras que a nivel nacional, también participa fuertemente, dado que concentra un 45% de la producción del país.
Actualmente, el Polo Petroquímico Bahía Blanca está compuesto por tres tipos de industrias:
- Industria petrolera, con una capacidad instalada de 4 millones de toneladas por año. Productos: etano, naftas, GLP, fuel-oil, gas-oil, gasolina, asfalto, kerosén
- Industria petroquímica: con una capacidad instalada de 3,4 millones por año. Productos: etileno, VCM, PVC, polietileno, urea, amoníaco puro.
- Industria química, con una capacidad instalada de 350 mil toneladas por año. Productos: cloro, soda cáustica, oxígeno, nitrógeno.

Se estima que el aporte del Polo Petroquímico a la economía local no descendería de $125 millones anuales. Las empresas más importantes que lo componen son:
- PBB Polisur: produce etileno, polietileno de baja y alta densidad, polietileno lineal y polietileno Doelex y Elite, dos marcas propias.[1]

- Unipar Indupa: la producción son productos como PVC, soda cáustica, cloro, etc. Es una de las compañías más importantes del sector petroquímico en América Latina.[2]

- Compañía Mega: dedicada a la separación y fraccionamiento del gas natural y sus componentes.[3]

- Air Liquide: ofrece productos y servicios en mercados industriales como: minería, química, siderurgia, oil & gas, petroquímica, refinería, automotriz, comidas y bebidas.

- Profertil: produce urea granulada, el principal fertilizante nitrogenado. Cuenta con cinco puntos de distribución en el país, desde los cuales llegan a productores de todo el país y el mundo.[4]

- Dow: cuenta con seis plantas productivas que incluyen dos de etileno y cuatro de polietileno.[5][6]Para avanzar hacia la descarbonización, Dow se asoció con MSU Argentina para abastecer el 74% de su demanda energética con fuentes renovables.[7][8]

## Personalidades destacadas
- Héctor Baley, exfutbolista, arquero de la Selección de fútbol de Argentina. Campeón Mundial 1978.
- Abel Pintos, cantante y compositor melódico.

## Deportes
- Fútbol; El fútbol es el deporte más practicado en la ciudad.

Los clubes más importantes son;
Club Atlético Puerto Comercial
Club Atlético Huracán (Ingeniero White)
Ambos equipos participan en el torneo que organiza la Liga del Sur (Bahía Blanca).
También ambos equipos whitenses participaron en Primera División que organiza la AFA .
Otro club que participó en los torneos de la liga del sur fue el Club Sarmiento de Ingeniero White, actualmente desaparecido
- Básquet;

Los clubes de básquet de la ciudad son;
Club Atlético Puerto Comercial
Club Atlético Whitense
- Balonmano; No tiene ningún club de hanbdall pero el deportista más destacado de este deporte es Nestor Blanco que juega en el Club Deportivo San Francisco (Bahía Blanca).

## Fiesta Nacional del Camarón y Langostino
La ciudad cuenta con la Fiesta Nacional del Camarón y Langostino que se realiza anualmente en Semana Santa, con la organización de la Sociedad de Fomento local. En la misma pueden degustarse las tradicionales cazuelas gigantes, paellas, rabas, etc. También hay espectáculos musicales y ferias de artesanos. Concurren más de 350.000 personas, y la fiesta dura cuatro días. Al año 2024 se realizaron 33 ediciones de la festividad.
En sus espectáculos musicales han participado destacadas agrupaciones musicales de alcance nacional tales como Rodrigo Tapari, Airbag, La Vela Puerca, Bersuit Vergarabat, Conociendo Rusia, Ángela Leiva, La K'onga,Turf, Miranda, Guasones, Ysy A, entre otros. 

## Educación y Cultura
La localidad de Ingeniero White cuenta con dos escuelas primarias y dos escuelas secundarias provinciales: La Escuela Técnica Nro. 1 “A. R. A. General Belgrano” y la Escuela General Mosconi.  
Además cuenta con dos museos y un teatro. Ambos museos son interactivos y cuentan historias sobre el auge de la villa, el puerto y los primeros inmigrantes. 
El primero es el "Museo del Puerto", que se destaca por su cocina, con gustos y platos extranjeros. Con importantes muestras, interactivas, el museo se conforma sobre la estructura de una típica casa portuaria whitense, que ha sido restaurada. Inconfundible por el viejo barco pesquero de madera, que se encuentra en el jardín y por encontrarse a poca distancia de la antigua usina General San Martín.
La otra galería fue abierta en el año 2005, a los pies de la antigua usina General San Martín. 
El Teatro Ingeniero White es un espacio dedicado a la cultura, donde tienen cabida desde el teatro a la música, pasando por congresos, eventos, desfiles, etc. El actual teatro es producto de la restauración y remodelación de la Sociedad Italiana "Unione Operai" de Ingeniero White y está al servicio de toda la comunidad whitense.

### Himno a Ingeniero White
Al conmemorarse el 131° aniversario de la fundación de la localidad fue presentado por primera vez el Himno a Ingeniero White, frente a la delegación municipal, con letra y música pertenecientes a Fernando Ariel Gattari y la vocalización a cargo de Sabrina Gayte.
Himno a Ingeniero White:
Entre vientos y mareas
has crecido bajo el sol,
con la dicha del trabajo
como estirpe de valor .
Y esto hizo de tu nombre
un gran faro que al brillar,
brinda al mundo su imponente
luz austral.
Ingeniero White,
oda a San Silverio,
barrio y bulevar
abrazando al puerto.
Ingeniero White,
líder en el tiempo,
fuente industrial
siempre en movimiento.
¡Ingeniero White, Ingeniero White!
¡Vista al amplio sur, del "Balcón al mar"!
Eres cuna de inmigrantes,
la pasión del pescador,
un castillo legendario
y una fiesta, tradición.
En ofrenda a nuestra Patria,
que orgullosa vio pasar
tu historia de promesa
a realidad.
Ingeniero White,
anclas hechas versos,
barcos que al zarpar
buscan nuevos sueños.
Ingeniero White,
calma y luego encuentro,
vasto memorial
y futuro intenso.
¡Ingeniero White, Ingeniero White!
¡Gran postal sin fin, de progreso y paz!

## Toponimia
Don Guillermo White fue uno de los primeros ingenieros argentinos egresado de la UBA, por lo que pertenece al grupo de los así llamados "Doce apóstoles de la ingeniería argentina".
Había nacido en Dolores, provincia de Buenos Aires, el 27 de junio de 1844 y era hijo de don Allen White, y de doña Juana Brunet, de nacionalidad uruguaya.
Su abuelo fue William Porter White, que había llegado a Buenos Aires en 1800 proveniente de Boston, y que intervino en las Invasiones Inglesas y contribuyó luego con dinero y armas para organizar la escuadra del almirante Guillermo Brown.
El puerto y la localidad, poblada mayoritariamente por pescadores, estibadores y empleados ferroviarios, llevan su nombre como un homenaje dispuesto por el general Julio Argentino Roca, presidente de la república, por decreto del 20 de junio de 1899. 
El presidente Julio Argentino Roca había anunciado con anterioridad tal designación en una de sus visitas a Bahía Blanca, y en presencia del propio ingeniero White. Este es uno de los pocos homenajes que se han hecho en vida a personas ilustres.
El ingeniero Guillermo White falleció en Mar del Plata el 11 de febrero de 1926, y sus restos descansan actualmente en el cementerio de la Recoleta, en la Capital Federal.

## Población
El número de habitantes para el año 2010 según el CREEBA es de unos 12.489 habitantes, lo que indica un incremento de 19,1% con respecto a los 10,486 habitantes (Indec, 2001) del censo anterior. Ingeniero White es la localidad más importante de Bahía Blanca detrás de la ciudad principal. .

## Parroquias de la Iglesia católica en Ingeniero White

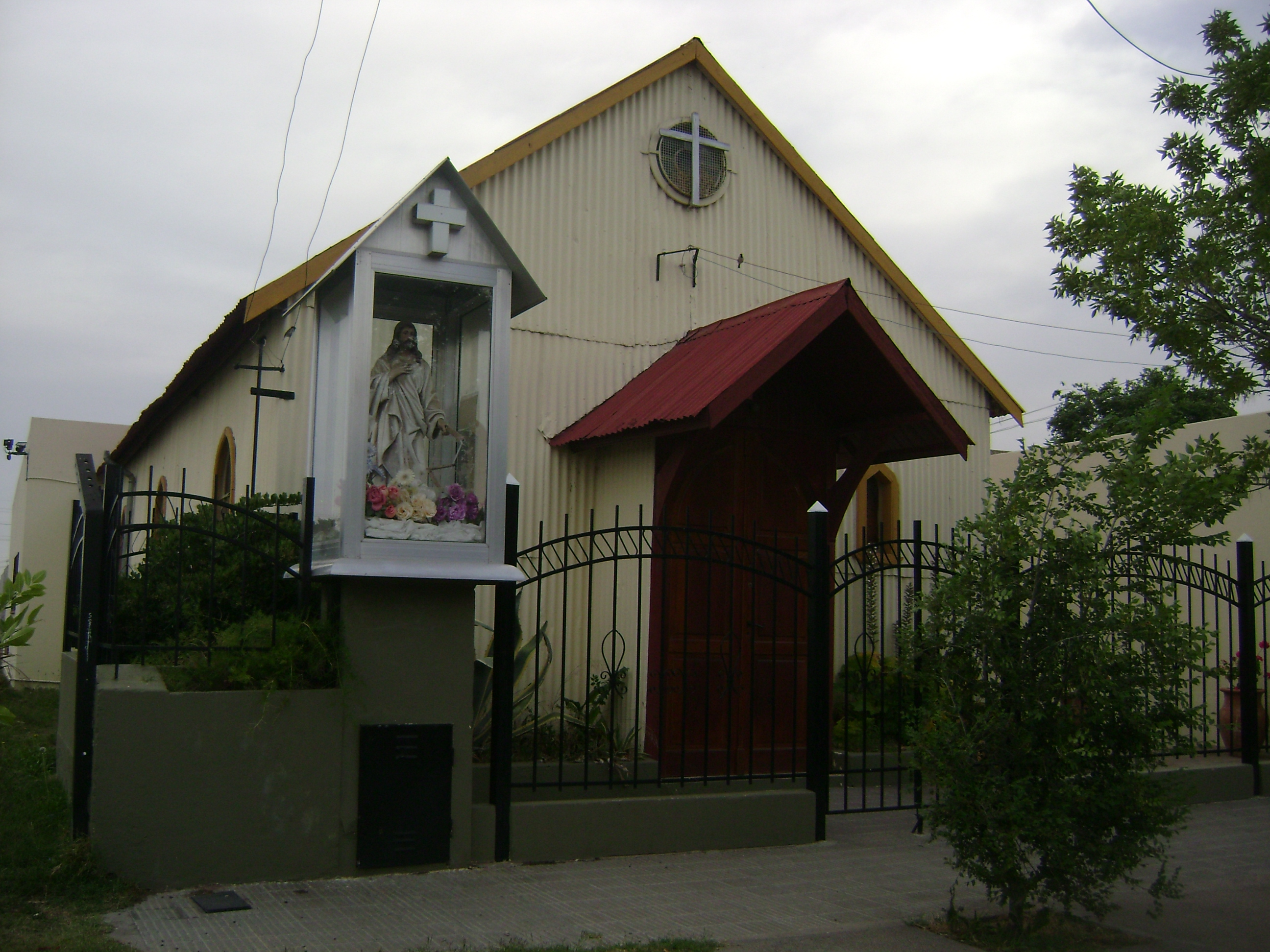
Pequeña Iglesia de Ing. White.

| Arquidiócesis | Bahía Blanca                |
| ------------- | --------------------------- |
| Parroquia     | Exaltación de la Santa Cruz |